# Pseudione nephropsi
Pseudione nephropsi är en kräftdjursart som beskrevs av Sueo M. Shiino 1951. Pseudione nephropsi ingår i släktet Pseudione och familjen Bopyridae.

## Underarter
Arten delas in i följande underarter:
- P. n. nephropsi
- P. n. atlantica